# Unió utca
Az Unió utca (románul Strada Memorandumului) Kolozsvár belvárosában található; a Fő tér északnyugati sarkáról indul nyugati irányba a kolozsmonostori apátság felé. A város legrégibb utcáinak egyike; északi házsorának tűzfalaiba építve ma is megtalálhatóak a város középkori várfalának maradványai.

## Neve
Eredetileg a Fő tértől nyugatra, a kolozsmonostori apátság felé vivő utat Monostor utcának nevezték; latin nyelvű iratokban azonban Rapularum (répácska) volt a neve. Miután a 18. században az utca várfalakon kívüli szakasza is megépült, a várfalon belüli részt Belső-Monostor, a várfalakon kívülit pedig Külső-Monostor utcának nevezték. Ez rövidült Belmonostor, illetve Bel-Monostor alakra. Miután 1848. május 30-án az utcában levő Redutban mondták ki Erdély unióját Magyarországgal, még aznap az Unió nevet kapta, amelyet a kolozsvári magyar közösség ma is használ. A szabadságharc bukása után valószínűleg visszanevezték, mert az 1850-es évek elejétől már ismét Bel-Monostor néven szerepel a forrásokban, csak 1898. május 30-án, az unió 50. évfordulója alkalmából vált ismét Unió utcává. A két világháború között neve Strada Memorandului, azaz a Memorandum utcája lett, ugyanis 1894 májusában szintén a Redutban folytatták le az 1892. évi román memorandumot aláírók perét. A második bécsi döntés után, 1941-től ismét Unió a neve, majd 1945-től az akkori uralkodó Mihály királyról nevezték el. A király trónfosztását követően a 30 Decembrie, azaz December 30. nevet kapta, a Román Népköztársaság kikiáltásának emlékére. A romániai rendszerváltást követően 1990-ben az utca visszakapta a Memorandumului nevet.

## Története
Az utca a belváros egyik legrégebbi része; az 1377-es határjárás már via publica-ként említi a Monostorra vivő utat. Egyike azoknak, amelyek szerepelnek a kolozsvári magyar polgárok 1453-as összeírásában. Déli házsora valószínűleg a 14. században alakult ki az Óvár déli fala előtti árokkal párhuzamosan. Fontos útvonalnak számított, mivel innen indult ki a Kolozsmonostorra, illetve a Királyhágón át nyugatra vezető út. Az északi házsor a következő évszázadban épült fel, miután az új várfal megépülésekor az Óvár vizes árkát feltöltötték. Az utca végén állt a nyugati várfal egyetlen kapuja, az 1476-os építésűnek feltételezett Monostorkapu, amelyet a szűcsök céhe védelmezett. A kapu előtt a házsongárdi Cigánypatak folyt. A 16. században a város öt fertálya közül az egyik a Monostor utcai volt, amelyhez az utca városfalon belüli és kívüli része, illetve a Fő tér nyugati házsora tartozott.
Az 1800-as évek közepétől – a Fő tér és a Bel-Közép utca mellett – az arisztokrácia kedvelt lakóhelyeként tartották számon. A 20. század elején több orvos itt épített vagy bérelt magának lakást, illetve rendelőt, és több üzlet is nyílt.
A Monostorkaput 1843-ban lebontották. A 19. század közepén a középkori öt fertály és 11 tized helyett 12 tizedet alakítottak ki, ezek egyike a Bel-Monostor utcai tized lett, amelyhez a Bel-Monostor utcán kívül a Rózsa és a Kismester utca, illetve a Fő tér nyugati házsora tartozott. 1893 és 1902 között itt közlekedett a városi közúti vasút egyik vonala, amely a Fő teret kötötte össze a sörgyárral.
A dualizmus korában a Fő térhez és az abból nyíló többi utcához hasonlóan az Unió utcában is megjelentek az úri közönség igényeit kielégítő cukrászdák és kávéházak. Az 1850-es években nyílt meg a 2. szám alatti Korona kávéház, az Apor-ház földszintjén. A 19. század második felében a 11. szám alatt működött Simon Ferenc cukrászdája, ahol kávét is mértek. Az első világháború előtt az utcában három kávéház is működött: a Budapest (1. szám), a Korona (2. szám), illetve a Korzó (13. szám). Az akkori szabályozás szerint a kávéházak mellékhelyiségek nélkül legalább 150 négyzetméter alapterülettel és 4 méter belmagassággal kellett, hogy rendelkezzenek; előírás volt ezen kívül legalább két darab két méter hosszúságú „tekeasztal” megléte. A két világháború között az Unió utcában volt a City kávéház is, de ennek pontos helye ismeretlen.
Az 1960-as években az utca a tömegközlekedés fontos útvonalává vált: ezen haladnak át a trolibuszok a Monostori negyed, illetve a Györgyfalvi negyed felé.
2008-ban pályázatot írtak ki a Kossuth Lajos (1989 December 21.) utca és az Unió utca alatt haladó négysávos aluljáró megtervezésére, amelynek a volt EMKE-palotától a városházáig kell húzódnia. Emil Boc polgármester 2013-as nyilatkozata szerint az alagút legkorábban 2014–2020 között készülhet el.

## Épületei

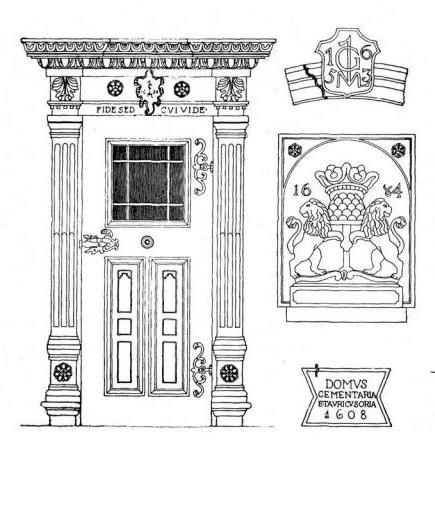
A 15. szám alatti műemlék épület reneszánsz ajtaja (1654), a kapu feletti címerpajzs (1653), Pákey Lajos rajzán

### Déli házsor
A Fő tér sarkán áll az Unió utca 1. számú épülete, amelyet 1893-ban az Alpha Bank számára építettek. Az emeletén a 20. század elején a Fonciere Pesti Biztosító Intézet, később a Kereskedelmi Bank fiókja működött. A 7. szám alatt a szintén műemlékké nyilvánított Lendvai-ház található. A 18. századi klasszicista épület az átépítések és a második emelet ráépítése következtében elvesztette eredeti hangulatát, de az első emeleti ablak feletti indadíszek figyelmet érdemelnek. A Kötő (Ion Rațiu) utca kereszteződésében áll a 11–13. számú kora reneszánsz épület. Az egykori unitárius sarokház a 16. században épült, és több átépítésen esett át, így eredeti stílusjegyei már csak a pincében figyelhetők meg. Az első világháború idején a Korzó kávéház, az 1940-es évek közepén a Savoy kávéház volt itt, a 20. század második felében étteremként működött. Az étterem konyhájának bejárata melletti reneszánsz ajtókeret található, amely valószínűleg az imaterem bejárata lehetett, ezzel a felirattal: „STA FORIS PAVSA, NON INTRABIS SINE CAVSA” (Szünetben maradj kinn, ok nélkül ne menj be.) Az 1920-ban alapított Hagibbor Sportegyesület székháza 1939-ben a 13. szám alatti épületben működött. Mellette a 15. szám alatti Vertán-ház, szintén reneszánsz épület, melynek homlokzatán megmaradtak az eredeti díszítmények. A kapu zárókövén az 1653-as évszám áll, a földszint egyik utcára néző szobájában egy reneszánsz ajtókeret látható. A 17. szám az úgynevezett lengyel eklézsia háza, amely 1660-tól másfél évszázadig a Lengyelországból vallásuk miatt elüldözött unitáriusoké volt, egyik tulajdonosa után Köpeczi-házként is emlegetik. A 17. századi ház földszinti termében tartották az istentiszteleteket, de ez volt a lelkészi lakás is. A gyülekezet tagjai közül sokan meghaltak az akkori idők egyik pestisjárványában, a megmaradtak közül a fiatalok elmagyarosodtak. Amikor II. József 1781-es türelmi rendelete nyomán az unitáriusok lehetőséget kaptak a saját templom építésére (az 1716-ban elvett Fő téri templom helyett), a lengyel közösség maradéka eladta ezt a házat és a bevételt a magyar hittestvérek templomának felépítésére adták. A műemlékek listáján szerepel a 18. századi Jósika-ház is, amely a 19. számot viseli.
Az utca legnevezetesebb épülete a Redut (Városi Vigadó), amelyben jelenleg az Erdélyi Néprajzi Múzeum található. A 21. számú műemlék épület klasszicista stílusú, a 18. században épült. Homlokzati részén egyetlen karzatos terme húzódik végig, amely több bál, ünnepély és nevezetes történelmi esemény színhelye volt. 1819-ben a Zenekonzervatórium megalapításának színhelye volt, 1842–1848 között három országgyűlést tartottak benne; 1848. május 30-án itt mondták ki Erdély és Magyarország unióját. 1859-ben itt tartotta alakuló gyűlését az Erdélyi Múzeum-Egyesület, 1885-ben pedig az Erdélyi Magyar Közművelődési Egyesület. 1894-ben itt állították bíróság elé az 1892. évi román memorandumot aláírókat. Az unió emlékét 1898-tól egy Fadrusz János tervezte emléktábla örökítette meg, amelyet azonban 1919-ben a román hatóság eltávolíttatott. 1922-ben itt alakult meg a Magyar Nemzeti Párt, a két világháború között a tiszti kaszinóként funkcionált. A 23. számú Merza-ház 1740-ben épült, kapualjában családi címer látható. Az utca végén a 27. szám alatt a Villamosművek 1930-as években épült székháza található.

### Északi házsor

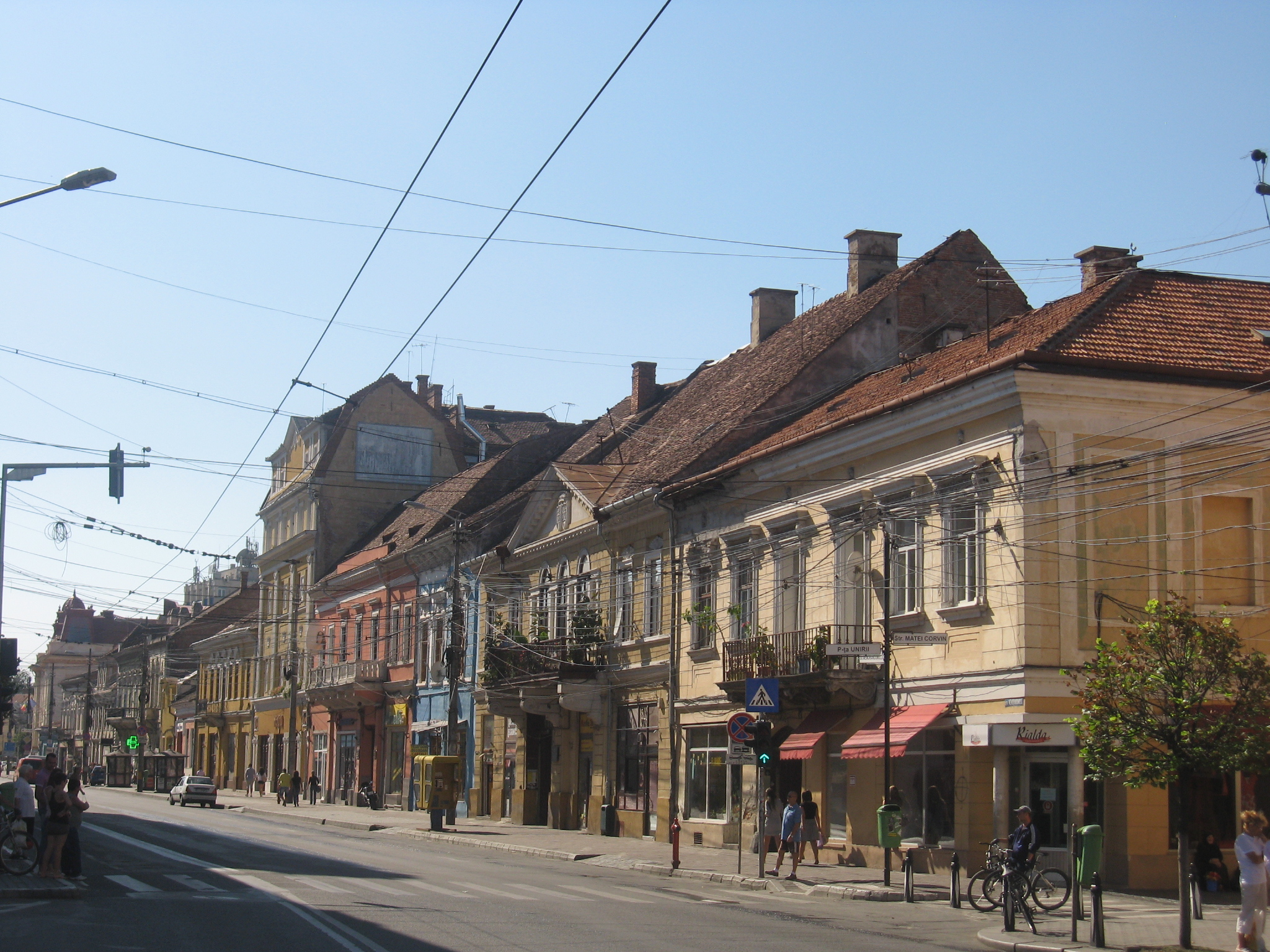
Az utca északi sora

A Mátyás király (Matei Corvin) utca sarkán áll a 18. századi báró Apor-ház, amely az Unió utcában a 2. számot viseli. A műemlékként nyilvántartott épület emeletén működött 1843-tól a társasági élet egyik színhelyeként szolgáló Polgári Társalkodó. Az 1850-es években Korona néven kávéházat rendeztek be a földszintjén. A Teleki–Mikes-palota néven ismert 4-es számú ház szintén műemlék. A klasszicista stílusú épületet a 19. század elején emeltették Teleki János és Mikes Erzsébet, akiknek címere az épület háromszögű oromzatán található. Fiuk, Teleki Sándor nevelőjeként itt lakott Táncsics Mihály. 1879 márciusában a Teleki családnál vendégeskedett Liszt Ferenc, akit a város polgárai a ház erkélye alá vonuló 120 tagú énekkarral köszöntöttek. A ház vendége volt Jókai Mór is, aki itt vette át az Erdély aranykora című regényéért kapott aranytollat. Az épületben a második világháború előtt a Jolie ékszerüzlet, valamint a Kultúra Könyvkereskedés és Kölcsönkönyvtár működött. A 8-as szám alatt az 1846-ban épült Mikes-ház áll. Építtetője, a művészetpártoló Mikes János reformpolitikus 1848-ban a kolozsvári nemzetőrség főparancsnoka volt. Az eredetileg szintén klasszicista stílusú műemlék hajdani szépségét már csak a kapualj és a lépcsőház tükrözi: 1912-ben Tischler Mór nagyvállalkozó teljesen átalakíttatta a ház homlokzatát. A 10. szám alatti négyemeletes épület helyén korábban Paget János háza állt. Az épületben az 1940-es években a Fábián-cukrászda működött, utóbb ezt Zöld cukrászda néven ismerték. A 12-es számot egy 18–19. századi műemlékként nyilvántartott épület viseli, a valamikori Román Kaszinó székháza. A 16. számú ház egyike a kevés viszonylag épen fennmaradt barokk oromfalas polgárháznak. A 19. század második felében a város főorvosának, Szombathelyi Gusztávnak a tulajdonában állt. A 22. számon az 1788-ban épült késő barokk stílusú Nemes-ház szintén műemlék, kapujának zárókövére az 1782-es évszámot faragták. Az 1820-as években az épület manzárdtetőjében elhelyezett szobában lakott Déryné Széppataki Róza. A 28. számon a Bartha Miklós (Emil Isac) utcával közös sarokházat 1904-ben az Osztrák–Magyar Bank számára emelték. 1904-ben épült fel egy örmény kereskedő boltja helyén, amelynek cégére egy aranyozott kakas volt. Tulajdonosa kedvelt beszédtéma volt a városban, mulatságos történetein jót derült mindenki. A szocialista korszakban építkezési tervező- és kutatóintézetet helyeztek el benne, a rendszerváltás után a Dacia Felix Bank újíttatta fel magának. Jelenleg a Műszaki Egyetem rektori hivatala működik benne.

## Műemlékek
Az utcából az alábbi épületek szerepelnek a romániai műemlékek jegyzékében:
| Házszám | Kép | Megnevezés             | Építés dátuma | Műemlék kódja   |
| ------- | --- | ---------------------- | ------------- | --------------- |
| 1       |     | Alpha Bank             | 1893          | CJ-II-m-B-07397 |
| 6       |     |                        | 19. század    | CJ-II-m-B-07399 |
| 7       |     | Lendvai-ház            | 18. század    | CJ-II-m-B-07400 |
| 8       |     | Mikes-ház              | 1846          | CJ-II-m-B-07401 |
| 11–13   |     | unitárius sarokház     | 16. század    | CJ-II-m-B-07402 |
| 12      |     | Román Kaszinó székháza | 18. század    | CJ-II-m-B-07403 |
| 15      |     | Vertán-ház             | 16. század    | CJ-II-m-B-07404 |
| 17      |     | Köpeczi-ház            | 17. század    | CJ-II-m-B-07405 |
| 19      |     | Jósika-ház             | 18. század    | CJ-II-m-B-07406 |
| 21      |     | Redut                  | 1810–1812     | CJ-II-m-B-07407 |
| 22      |     | Nemes-ház              | 1788          | CJ-II-m-B-07408 |
| 23      |     | Merza-ház              | 1740          | CJ-II-m-B-07409 |